# Gay (Armenia)
Gay (in armeno Գայ?, conosciuto anche come Gai e Guy, fino al 1978 Khatunarkh) è un comune dell'Armenia di 3 507 abitanti (2008) della provincia di Armavir.